# Rayon Sports
Rayon Sports is een Rwandese voetbalclub uit de hoofdstad Kigali.

## Erelijst
Landskampioen
1975, 1981, 1997, 1998, 2002, 2004
Beker van Rwanda
Winnaar: 1976, 1979, 1982, 1989, 1993, 1995, 1998, 2005
CECAFA Clubs Cup
Winnaar:1998
Finalist: